# Паршиха (Кировская область)
Паршиха — деревня в Подосиновском районе Кировской области России. Входит в состав Подосиновского городского поселения.

## География
Деревня находится в северо-западной части Кировской области, в пределах возвышенности Северные Увалы, в подзоне средней тайги, на правом берегу реки Торы, на расстоянии приблизительно 16 километров (по прямой) к востоку-юго-востоку (ESE) от посёлка городского типа Подосиновец, административного центра района. Абсолютная высота — 121 метр над уровнем моря.
Климат
Климат характеризуется как умеренно континентальный, с продолжительной холодной многоснежной зимой и умеренно тёплым коротким летом. Средняя температура воздуха самого холодного месяца (января) составляет −13,6 °C; самого тёплого месяца (июля) — 17,2 °C . Годовое количество атмосферных осадков — 734 мм, из которых 365 мм выпадает в период мая по сентябрь. Снежный покров держится в течение 172 дней.

## Население
| 2010 |
| ---- |
| 0    |